# Stanwellia minor
Stanwellia minor är en spindelart som först beskrevs av Kulczynski 1908.  Stanwellia minor ingår i släktet Stanwellia och familjen Nemesiidae.
Artens utbredningsområde är New South Wales. Inga underarter finns listade i Catalogue of Life.